# Bhimeshwar
Bhimeshwar (anteriormente chamada Charikot) é uma cidade do Nepal.